# Marysvale
Marysvale är en kommun (town) i Piute County i Utah. Vid 2010 års folkräkning hade Marysvale 408 invånare.

## Kända personer från Marysvale
- Marie Windsor, skådespelare